# استادس‌کانال
استادس‌کانال (به هلندی: Stadskanaal) یک شهرستان در هلند است که در خرونینگن واقع شده‌است. استادس‌کانال ۶ متر بالاتر از سطح دریا واقع شده‌است.

## نگارخانه

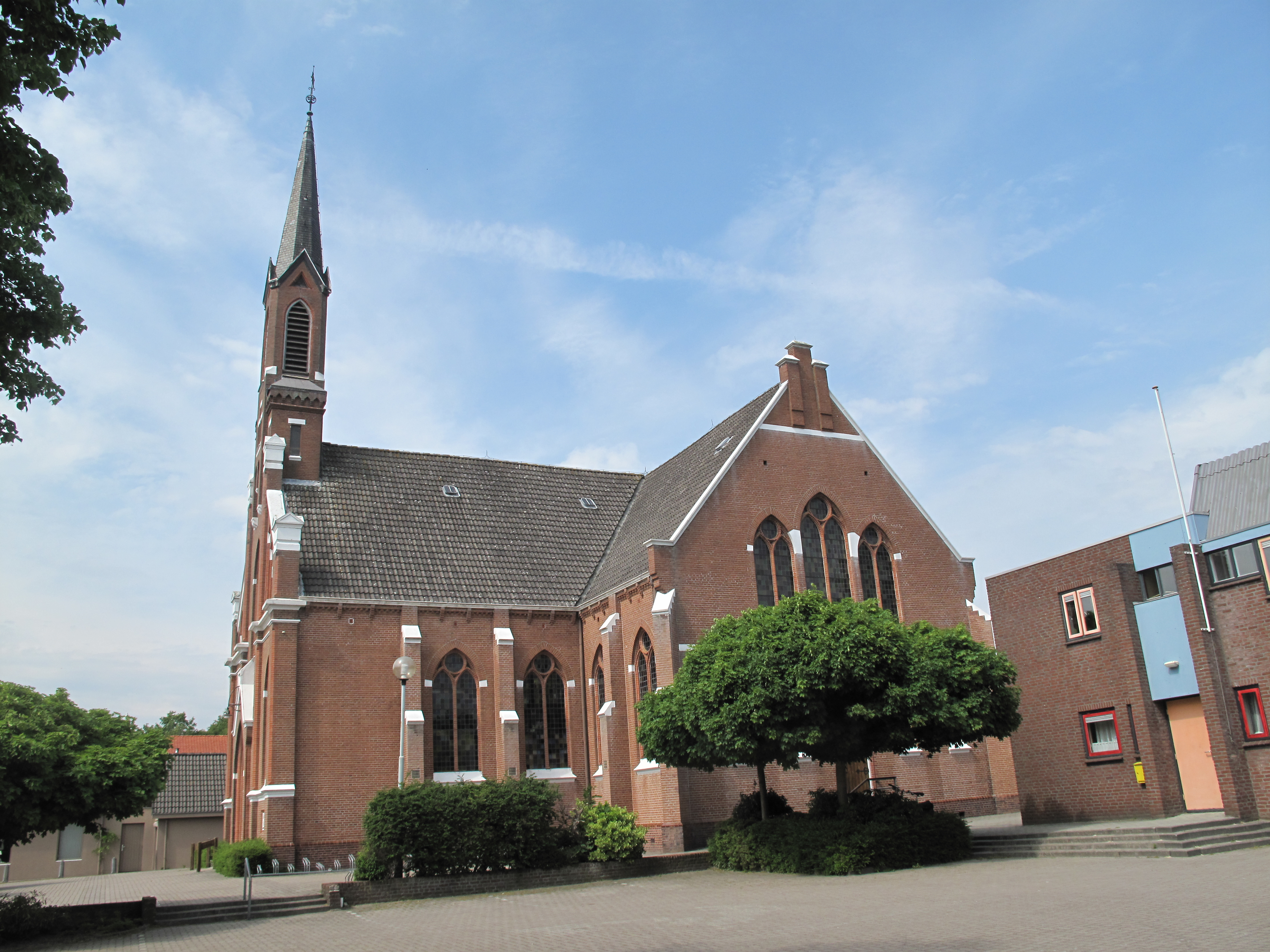
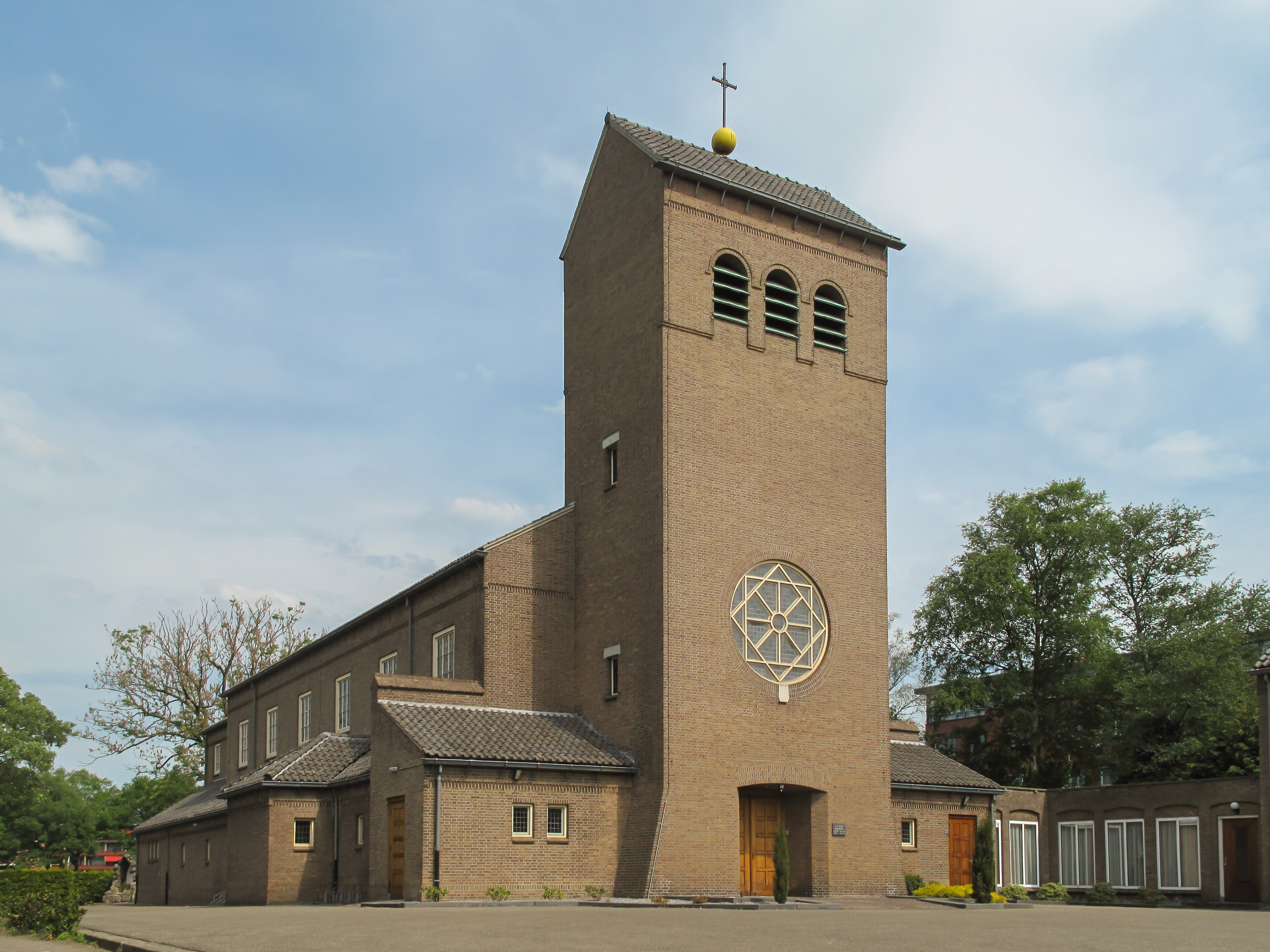
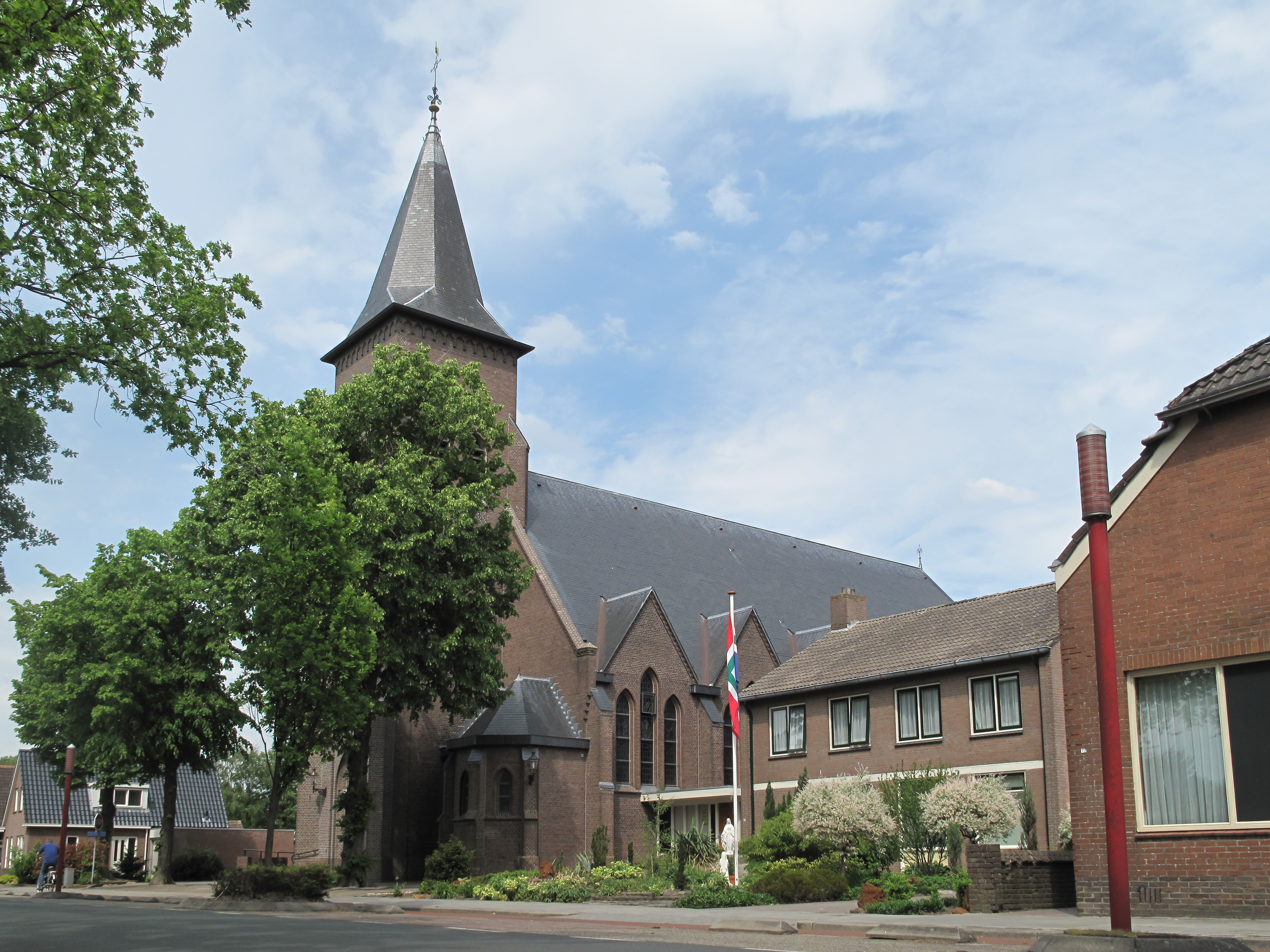
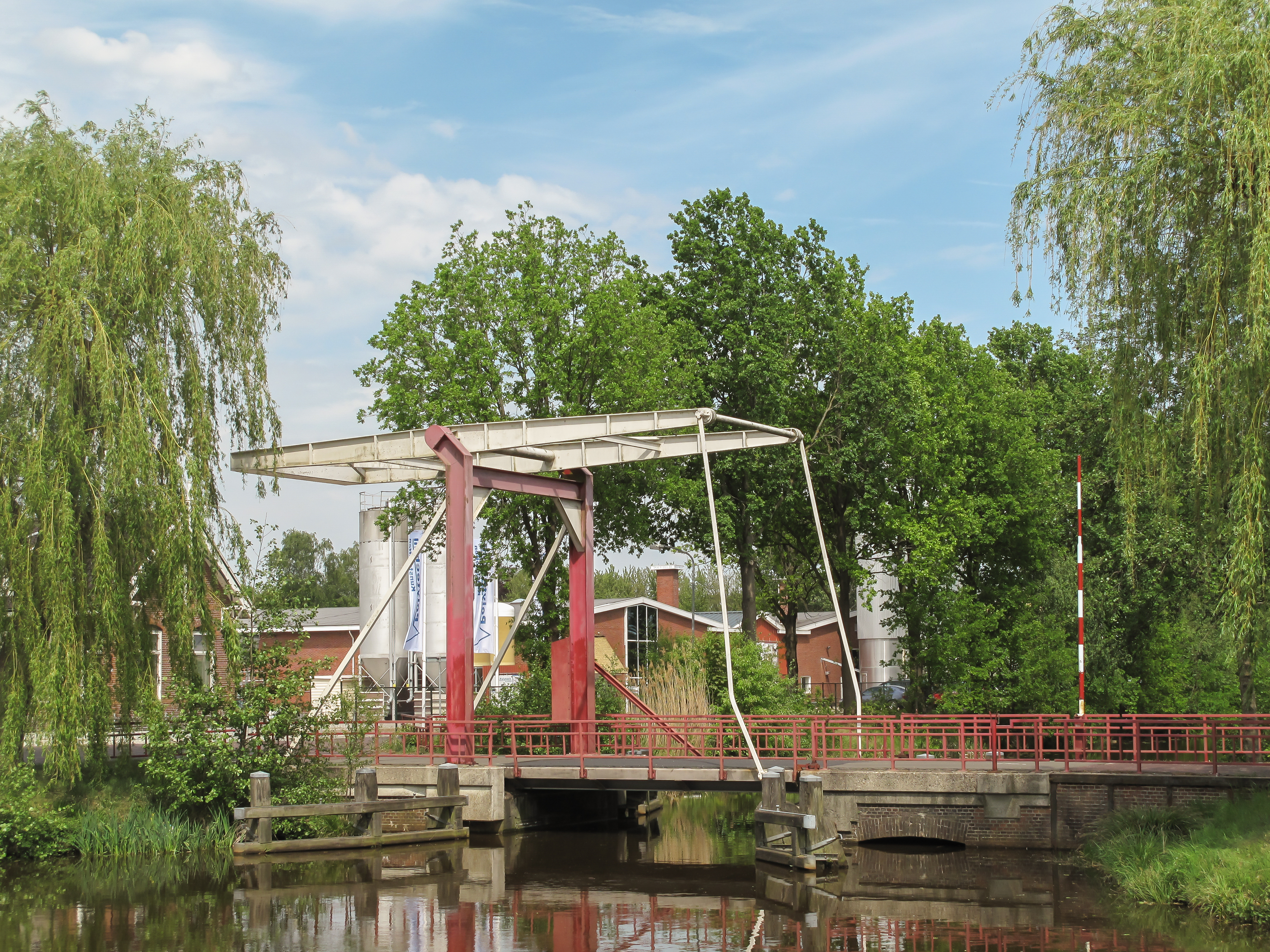